# Illusion (film, 1941)
Pour les articles homonymes, voir Illusion et Illusion (homonymie).
Pour plus de détails, voir Fiche technique et Distribution.
Illusion est un film mélodramatique allemand écrit et réalisé par Victor Tourjanski et sorti en 1941. 
Les rôles principaux sont interprétés par Johannes Heesters et Brigitte Horney.

## Synopsis
La jeune actrice Maria Roth a commencé une carrière réussie de comédienne au théâtre. Après sa performance d'adieu à Vienne, dans le rôle de Gretchen dans Urfaust de Goethe, elle veut déménager à Berlin, où elle a accepté un nouvel engagement. Elle organise une petite fête d'adieu pour ses amis du théâtre viennois. Le riche industriel et amateur d'art Peter Walbrecht a un œil sur la séduisante artiste depuis un certain temps et est déterminé à l'épouser. Pour souligner le sérieux de ses intentions, il lui remet à cette occasion l'acte de propriété de sa maison de campagne. Ses amis, dans un esprit de fête, lui conseillent d'accepter ce cadeau généreux, et ainsi le petit groupe, sans le riche industriel Peter qui a du travail à faire, se rend dans cette propriété de campagne, Gut Holtenach, située près de Vienne, où Maria compte profiter des deux prochains mois de relâche théâtrale pour s'y reposer.
Après une petite erreur de compréhension, les amis se retrouvent accidentellement sur la non moins majestueuse propriété de Stefan von Holtenau, où le chauffeur du car les a déposé en raison de ce malentendu. Le châtelain s'amuse de la fougueuse troupe qui veut lui confisquer ses biens et, juste pour s'amuser, se prête au jeu qui lui paraît d'abord étrange et énonce sa position en tant qu'administrateur du domaine. Rapidement, des liens plus étroits semblent naître entre Stefan et Maria. Le lendemain, Stefan l'éclaire sur sa situation réelle vis-à-vis de la propriété. Les amis de Maria partent bientôt et Stefan emmène l'artiste dans sa réelle propriété, Gut Holtenach. Pendant le trajet, la conversation éclate et le sujet du mariage est abordé. Stefan von Holtenau n'y pense pas beaucoup, et Maria décide de le taquiner et de le défier un peu : elle fait le pari avec Stefan qu'il s'amuserait beaucoup s'il n'était autorisé à jouer son mari que pendant deux mois. Stefan accepte et les deux passent ensemble des semaines heureuses et insouciantes dans l'illusion d'une harmonie et d'un bonheur parfaits.
Maria a depuis longtemps gagné le pari sans qu'elle le sache, car Stefan tombe amoureux d'elle et veut maintenant créer des faits concrets hors de ce jeu d'illusion. Il demande Maria en mariage à la condition non négociable qu'elle abandonne sa carrière d'actrice. Marie est tiraillée, d'autant plus qu'un rôle de théâtre onirique proposé par Peter Walbrecht nécessite son engagement total. Pour la première fois, Stefan et Maria ont une violente dispute, surtout que Stefan ne veut pas renoncer à son exigence maximale qu'elle renonce à jamais de jouer sur scène. Et donc Maria n'a pas d'autre choix. Afin de lui faciliter leur séparation, toutes ses qualités d'actrice sont désormais sollicitées : elle rappelle le pari à Stefan avec un doux sourire que son « mariage à l'essai » doit toujours être une relation temporaire. Elle lui ment le cœur gros, car tout n'est que du théâtre et qu'une illusion.

## Fiche technique
- Titre original : Illusion
- Réalisation : Victor Tourjanski
- Scénario : Werner Eplinius (de), Victor Tourjanski
- Photographie : Werner Krien
- Montage : Hans Domnick
- Musique : Franz Grothe
- Pays de production : Troisième Reich
- Langue originale : allemand
- Format : noir et blanc
- Genre : mélodrame
- Durée : 88 minutes
- Dates de sortie :  
  - Troisième Reich : 30 décembre 1941

## Distribution
- Brigitte Horney : Maria Roth
- Johannes Heesters : Stefan von Holtenau
- O. E. Hasse : Peter Wallbrecht
- Nicolas Koline : Nowodny
- Maria Krahn : Frau Keller
- Werner Scharf : Axel Hold
- Hans Stiebner : Brommel
- Walter Steinbeck : Pocher
- Willy Witte : Bessel
- Edith Wolff : Gabriele
- Karin Luesebrink : Ilse Hein
- Max Vierlinger : Chargen-Schauspieler
- Theodor Danegger : Jacob
- Walter Ladengast : Feldgruber
- Hilde Sessak : Korali

## Production
Le tournage commence le 29 juillet et se termine à la mi-octobre 1941. Le 23 décembre, le film passe la censure et, exactement une semaine plus tard, il est présenté au Gloria-Palast de Berlin |etau Palladium de la Bärwaldstraße. 
Les scènes de théâtre ont été tournées au Theater am Schiffbauerdamm, les scènes en plein air à Mariazell, en Styrie.
Pour l'acteur russe exilé Nicolas Koline, le rôle du régisseur Nowotny est le rôle le plus important de toute sa carrière de film sonore.
Les chansons Illusion et Dein liebes, müdes Herz bei mir aus ont été composées par Franz Grothe sur des textes de Bruno Balz. La chanson Illusion a été jouée en fin de journée à la radio suédoise pendant des années.  

## Critique
Le Lexikon des Internationales Films définit le film comme « Une romance cinématographique moins intéressante, oscillant entre la comédie légère et le mélodrame fatidique ».
Dans l'entrée « Johannes Heesters », Das große Personenlexikon des Films note : « Avec le mélodrame élégiaque "Illusion" en 1941, Heesters eut l'opportunité d'apparaître pour la première fois en tant qu'acteur de personnage » et, dans la biographie de Tourjanski, rappelait surtout le "fort accueil" que le film trouva dans le public.